# Pueblorrico
Pueblorrico – miasto w Kolumbii, w departamencie Antioquia.